# Feminist Economics
Feminist Economics ist eine wissenschaftliche Fachzeitschrift aus dem Bereich der Wirtschaftswissenschaften. Sie wird vierteljährlich von der International Association for Feminist Economics herausgegeben.

## Inhalte und Hintergrund
Die Zeitschrift wurde 1995 mit Diana Strassmann als Gründungs-Chefredakteurin erstmals herausgegeben. Ziel der Zeitschrift ist es, einen feministischen Blick auf Wirtschaftswissenschaften zu fördern. Entsprechend stehen häufig Arbeiten insbesondere zu Genderthemen, wie beispielsweise der Gender-Pay-Gap, unterschiedliche Renten- und Altersvorsorgeniveaus oder die Auswirkungen unterschiedlicher Partizipation im Vordergrund. Regelmäßig werden Bücher aus dem Bereich der feministischen Ökonomie rezensiert.
Das Periodikum erscheint im britischen Verlagshaus Routledge.